# Crazy in Love
Crazy in Love is de eerste single van Beyoncé's debuutalbum Dangerously in Love. Het was haar eerste solonummer nadat Destiny's Child tijdelijk uit elkaar was gegaan. Crazy in Love is een r&b-nummer dat ook funk, soul, hiphop en dancepop bevat. Het werd geschreven door Beyoncé, Rich Harrison en toenmalige vriend, later echtgenoot, rapper Jay-Z. Het nummer sampelt 'Are You My Woman' van de The Chi-Lites.
Het nummer was zeer succesvol en kreeg twee Grammy's, een voor Rap/Sung Collaboration en een voor Best R&B Song. Het blad Rolling Stone plaatste Crazy in Love op nummer 118 in de ranglijst van 'beste nummers aller tijden'. Het nummer behaalde de top van de hitlijsten in de Verenigde Staten. Ook behaalde het de top in het Verenigd Koninkrijk en Ierland. Daarnaast behaalde het de top 10 in vele andere landen, waaronder Nederland, waar het op nummer 2 kwam.

## Videoclip
In mei 2003 kwam de video voor Crazy in Love uit, na een aflevering van MTV's Making the Video. In de video wordt gedanst door Beyoncé op een verhoging en in een steegje voor een grote ventilator met meerdere achtergronddanseressen. Ook is Jay-Z te zien in de video. In zijn deel rapt hij terwijl Beyoncé naast hem danst. Daarna steekt hij een auto aan waar Beyoncé in zit, waardoor deze ontploft.
De video won drie MTV Video Music Awards, waaronder Female Video, R&B Video en Best Choreography.

## Hitnoteringen
| "Crazy in Love" in de Nederlandse Top 40 | "Crazy in Love" in de Nederlandse Top 40 | "Crazy in Love" in de Nederlandse Top 40 | "Crazy in Love" in de Nederlandse Top 40 | "Crazy in Love" in de Nederlandse Top 40 | "Crazy in Love" in de Nederlandse Top 40 | "Crazy in Love" in de Nederlandse Top 40 | "Crazy in Love" in de Nederlandse Top 40 | "Crazy in Love" in de Nederlandse Top 40 | "Crazy in Love" in de Nederlandse Top 40 | "Crazy in Love" in de Nederlandse Top 40 | "Crazy in Love" in de Nederlandse Top 40 | "Crazy in Love" in de Nederlandse Top 40 | "Crazy in Love" in de Nederlandse Top 40 | "Crazy in Love" in de Nederlandse Top 40 | "Crazy in Love" in de Nederlandse Top 40 |
| Week:                                    | 1                                        | 2                                        | 3                                        | 4                                        | 5                                        | 6                                        | 7                                        | 8                                        | 9                                        | 10                                       | 11                                       | 12                                       | 13                                       | 14                                       |                                          |
| ---------------------------------------- | ---------------------------------------- | ---------------------------------------- | ---------------------------------------- | ---------------------------------------- | ---------------------------------------- | ---------------------------------------- | ---------------------------------------- | ---------------------------------------- | ---------------------------------------- | ---------------------------------------- | ---------------------------------------- | ---------------------------------------- | ---------------------------------------- | ---------------------------------------- | ---------------------------------------- |
| Positie:                                 | 37                                       | 6                                        | 5                                        | 2                                        | 2                                        | 2                                        | 2                                        | 4                                        | 6                                        | 6                                        | 8                                        | 10                                       | 19                                       | 32                                       | uit                                      |

| "Crazy in Love" in de Nederlandse Single Top 100 | "Crazy in Love" in de Nederlandse Single Top 100 | "Crazy in Love" in de Nederlandse Single Top 100 | "Crazy in Love" in de Nederlandse Single Top 100 | "Crazy in Love" in de Nederlandse Single Top 100 | "Crazy in Love" in de Nederlandse Single Top 100 | "Crazy in Love" in de Nederlandse Single Top 100 | "Crazy in Love" in de Nederlandse Single Top 100 | "Crazy in Love" in de Nederlandse Single Top 100 | "Crazy in Love" in de Nederlandse Single Top 100 | "Crazy in Love" in de Nederlandse Single Top 100 | "Crazy in Love" in de Nederlandse Single Top 100 | "Crazy in Love" in de Nederlandse Single Top 100 | "Crazy in Love" in de Nederlandse Single Top 100 | "Crazy in Love" in de Nederlandse Single Top 100 | "Crazy in Love" in de Nederlandse Single Top 100 | "Crazy in Love" in de Nederlandse Single Top 100 | "Crazy in Love" in de Nederlandse Single Top 100 |
| Week:                                            | 1                                                | 2                                                | 3                                                | 4                                                | 5                                                | 6                                                | 7                                                | 8                                                | 9                                                | 10                                               | 11                                               | 12                                               | 13                                               | 14                                               | 15                                               | 16                                               |                                                  |
| ------------------------------------------------ | ------------------------------------------------ | ------------------------------------------------ | ------------------------------------------------ | ------------------------------------------------ | ------------------------------------------------ | ------------------------------------------------ | ------------------------------------------------ | ------------------------------------------------ | ------------------------------------------------ | ------------------------------------------------ | ------------------------------------------------ | ------------------------------------------------ | ------------------------------------------------ | ------------------------------------------------ | ------------------------------------------------ | ------------------------------------------------ | ------------------------------------------------ |
| Positie:                                         | 68                                               | 6                                                | 2                                                | 2                                                | 2                                                | 3                                                | 10                                               | 11                                               | 12                                               | 13                                               | 23                                               | 35                                               | 45                                               | 58                                               | 67                                               | 86                                               | uit                                              |

| "Crazy in Love" in de Ultratop 50 | "Crazy in Love" in de Ultratop 50 | "Crazy in Love" in de Ultratop 50 | "Crazy in Love" in de Ultratop 50 | "Crazy in Love" in de Ultratop 50 | "Crazy in Love" in de Ultratop 50 | "Crazy in Love" in de Ultratop 50 | "Crazy in Love" in de Ultratop 50 | "Crazy in Love" in de Ultratop 50 | "Crazy in Love" in de Ultratop 50 | "Crazy in Love" in de Ultratop 50 | "Crazy in Love" in de Ultratop 50 | "Crazy in Love" in de Ultratop 50 | "Crazy in Love" in de Ultratop 50 | "Crazy in Love" in de Ultratop 50 | "Crazy in Love" in de Ultratop 50 | "Crazy in Love" in de Ultratop 50 | "Crazy in Love" in de Ultratop 50 | "Crazy in Love" in de Ultratop 50 |
| Week:                             | 1                                 | 2                                 | 3                                 | 4                                 | 5                                 | 6                                 | 7                                 | 8                                 | 9                                 | 10                                | 11                                | 12                                | 13                                | 14                                | 15                                | 16                                | 17                                |                                   |
| --------------------------------- | --------------------------------- | --------------------------------- | --------------------------------- | --------------------------------- | --------------------------------- | --------------------------------- | --------------------------------- | --------------------------------- | --------------------------------- | --------------------------------- | --------------------------------- | --------------------------------- | --------------------------------- | --------------------------------- | --------------------------------- | --------------------------------- | --------------------------------- | --------------------------------- |
| Positie:                          | 28                                | 6                                 | 5                                 | 6                                 | 7                                 | 7                                 | 8                                 | 10                                | 11                                | 13                                | 13                                | 17                                | 17                                | 21                                | 24                                | 35                                | 45                                | uit                               |

| Nummer met noteringen in de NPO Radio 2 Top 2000 | '14  | '15  | '16  | '17  | '18  | '19  | '20  | '21  | '22  | '23  | '24  |
| ------------------------------------------------ | ---- | ---- | ---- | ---- | ---- | ---- | ---- | ---- | ---- | ---- | ---- |
| Crazy in Love                                    | 1604 | 1807 | 1570 | 1947 | 1245 | 1553 | 1649 | 1992 | 1939 | 1567 | 1891 |

1. ↑  Een vetgedrukt getal geeft de hoogste notering aan.
2. ↑  2014 was het eerste jaar met een notering voor dit nummer.